# Слоновічкі
Слоновічкі (пол. Słonowiczki) — село в Польщі, у гміні Кобильниця Слупського повіту Поморського воєводства.
Населення — 63 особи (2011).
У 1975-1998 роках село належало до Слупського воєводства.

## Демографія
Демографічна структура станом на 31 березня 2011 року:
|          | Загалом | Допрацездатний вік | Працездатний вік | Постпрацездатний вік |
| -------- | ------- | ------------------ | ---------------- | -------------------- |
| Чоловіки | 31      | 5                  | 25               | 1                    |
| Жінки    | 32      | 6                  | 21               | 5                    |
| Разом    | 63      | 11                 | 46               | 6                    |